# Dolichopeza (Oropeza) sayi
Dolichopeza (Oropeza) sayi is een tweevleugelige uit de familie langpootmuggen (Tipulidae). De soort komt voor in het Nearctisch gebied.